# Herrenhaus Kläden

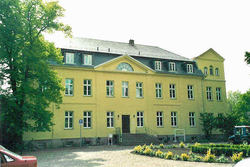
Herrenhaus in Kläden, Ansicht von der Hofseite

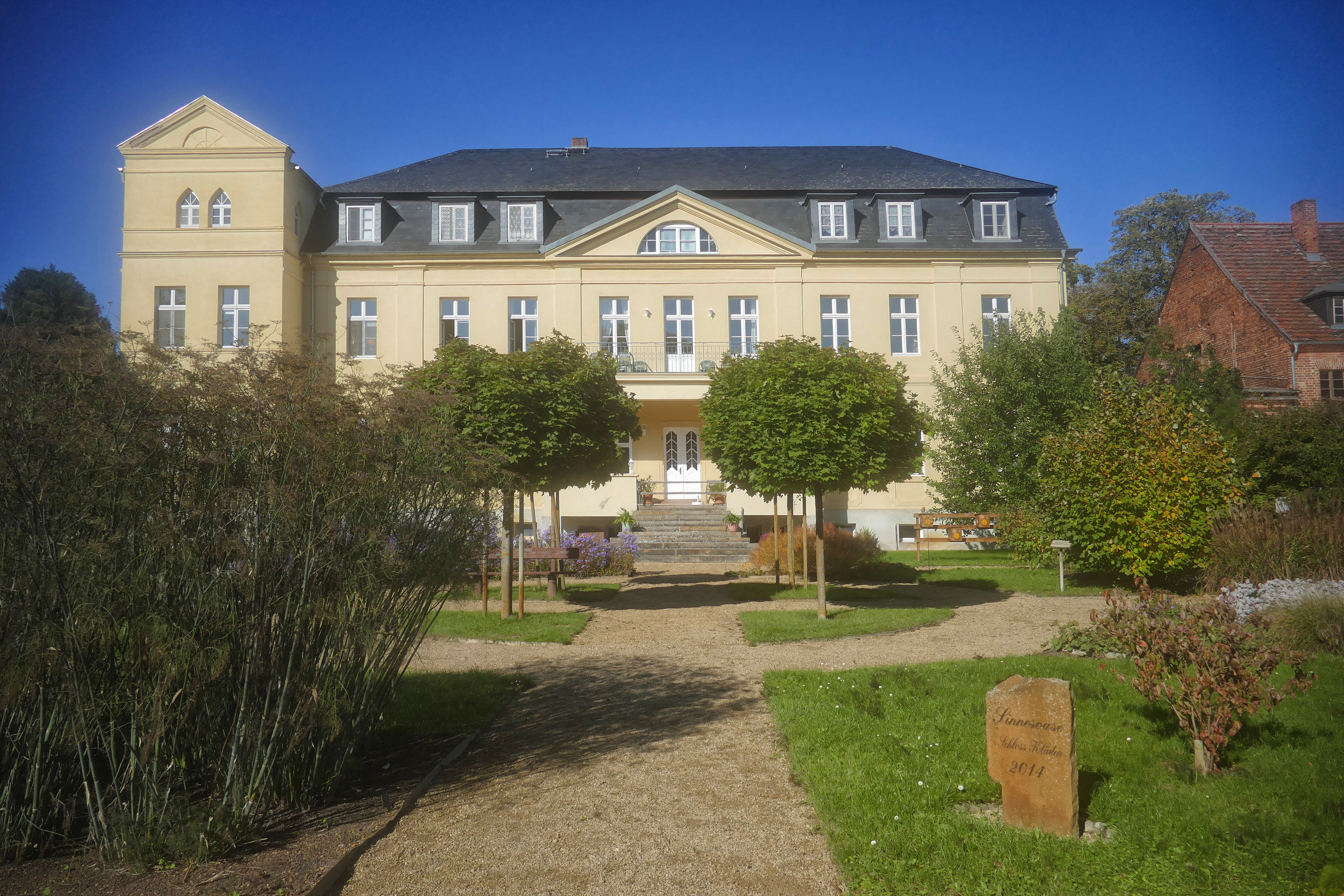
Ansicht von Süden 2021

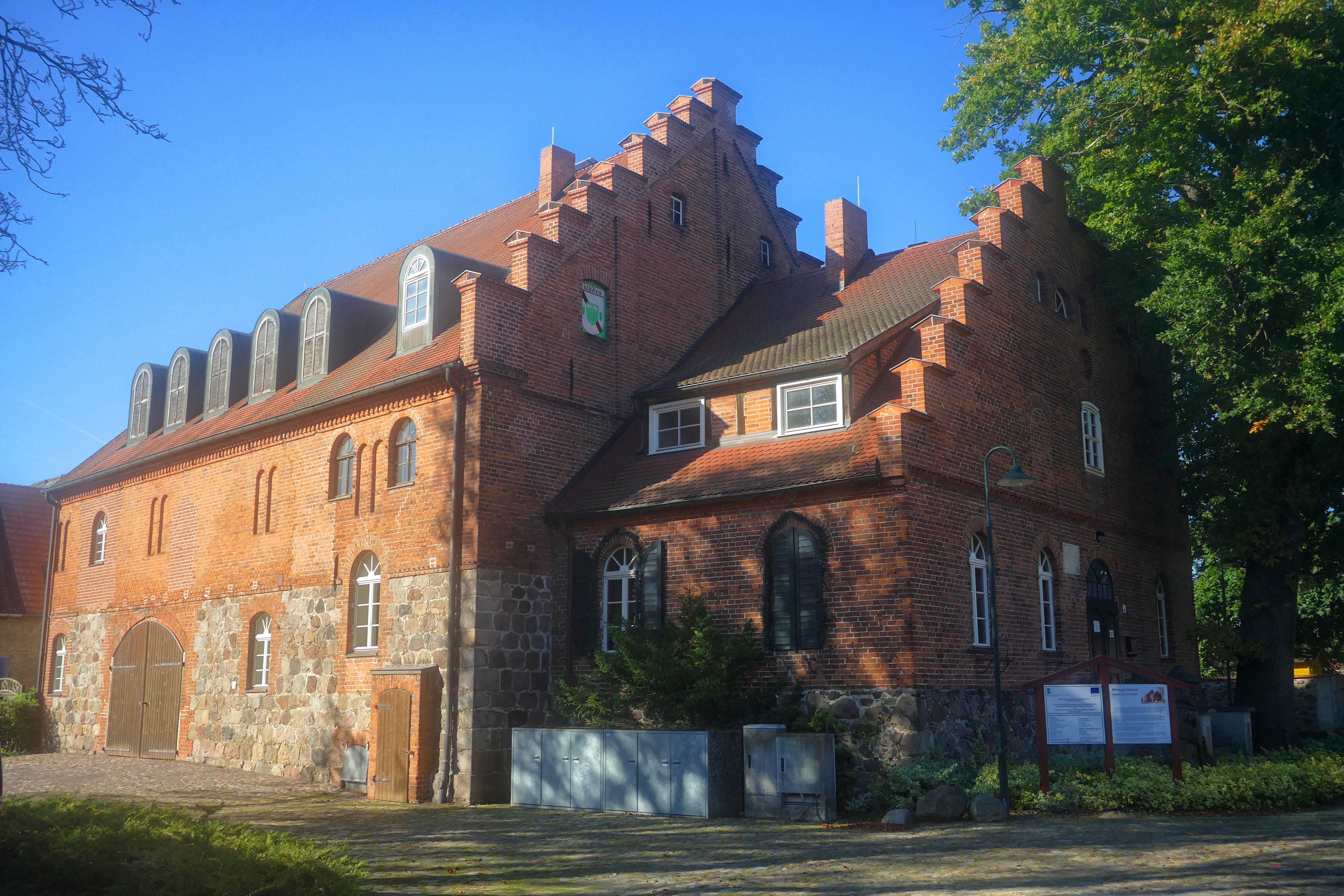
Alter Schafstall 2021

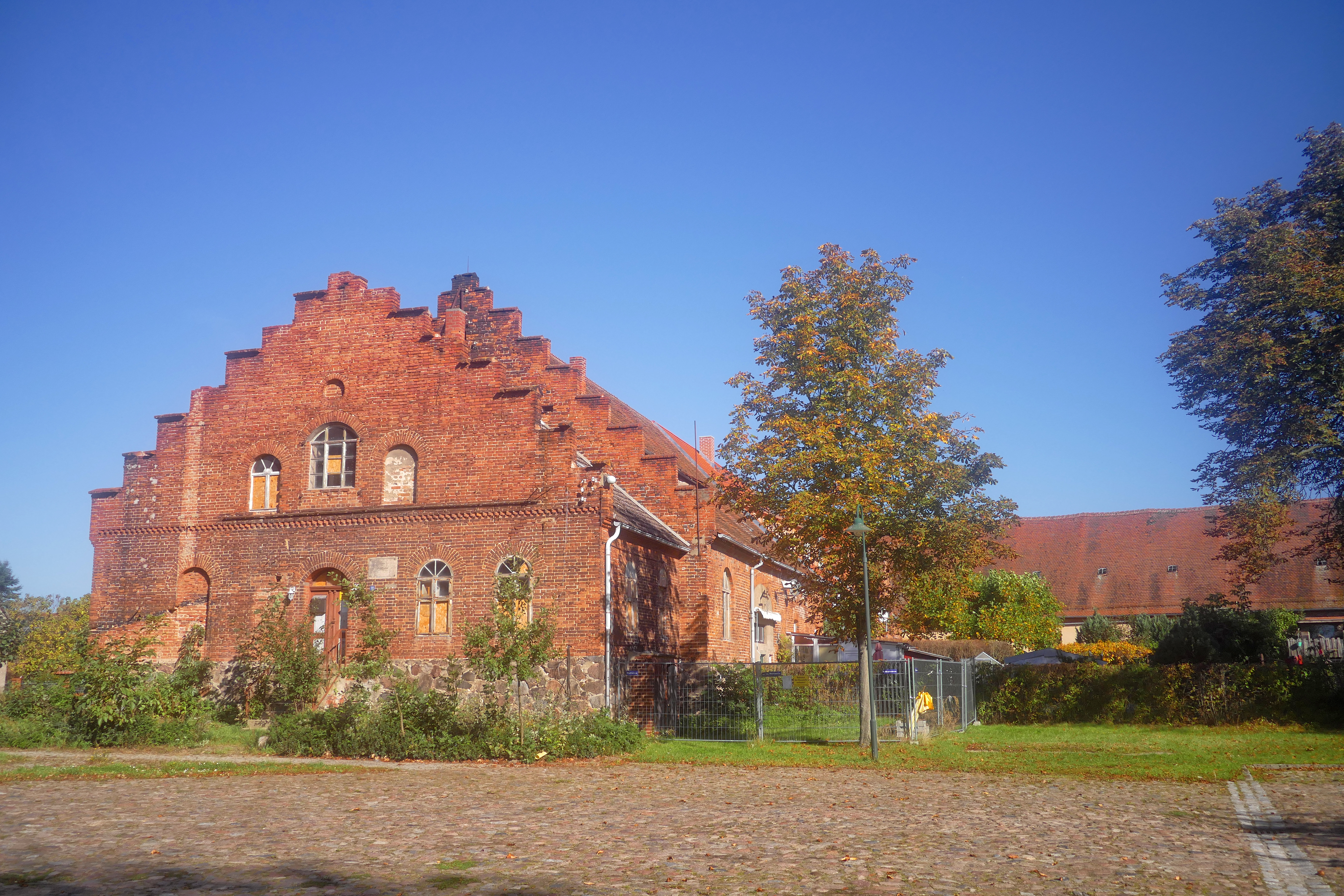
Großer Schafstall 2021

Das Herrenhaus Kläden, auch Gutshof Kläden oder Schloss Kläden genannt, ist ein denkmalgeschütztes Bauwerk im Ort Kläden, einem Ortsteil der Stadt Bismark im Landkreis Stendal in Sachsen-Anhalt. Im örtlichen Denkmalverzeichnis ist das Herrenhaus unter der Erfassungsnummer 094 75713 als Baudenkmal verzeichnet.

## Geschichte
Von 1753 bis 1754 wurde im Auftrag von Hans Friedrich Wilhelm von Lattorf ein eingeschossiger Putzbau anstelle eines 1751 abgebrannten Herrenhauses errichtet. Dieser wurde 1827 von Carl Theodosius von Levetzow aufgestockt und erweitert. In den Jahren vor der Bodenreform in der Sowjetischen Besatzungszone im Jahr 1945 wurde die Anlage als Saatzuchtunternehmen durch den Grafen Werner Graf von Bassewitz-Levetzow genutzt, dieser wurde durch die Bodenreform enteignet. Während der Zeit von 1945 bis 1995 wurde die Anlage verschieden genutzt, unter anderem zu landwirtschaftlichen Zwecken. Nach 1995 kam die Gutsanlage in Privatbesitz und war bis 2005 Sitz der Verwaltungsgemeinschaft Kläden. Das Herrenhaus diente heute zwei Familien als Wohnsitz und wird als Seniorentagesstätte betrieben.

## Beschreibung
Das heutige Herrenhaus ist ein zweigeschossiges rechteckiges neunachsiges Bauwerk über einem hohen Keller und mit einem Mansardwalmdach. Ein schmaler Flügel mit drei Geschossen ist an der schmalen Südseite angebaut, wodurch die vorherrschende Symmetrie der Fassade durchbrochen ist. Die drei mittleren Achsen des Hauses werden auf beiden Seiten durch Dreiecksgiebel mit Halbkreisfenster hervorgehoben. An der Vorderfront befindet sich das Haupteingangsportal mit einer Freitreppe und an der Gartenseite befindet sich auf gleicher Höhe eine Gartentür zu einer Terrasse mit einer Freitreppe, die in den ehemaligen Park führt. Über der Terrasse befindet sich ein Balkon. Die Vorderfront wurde wahrscheinlich bei Renovierungen gestalterisch vereinfacht, da die nach Osten gerichtete Gartenseite weit mehr Details in der Fassade aufweist. An das Herrenhaus wurden nördlich Backsteinreihenhäuser angebaut. Die unteren Fenster haben auf der Rückseite eine fein anstuckierte Rahmung und Spiegelflächen in der Brüstung, während die oberen Fenster zwar in Form und Höhe den unteren gleichen, aber völlig schlicht sind. Während einer Renovierung der Vorderfront wurden in beiden Etagen die eckigen Fensterrahmen leicht rückgestuft und die Sohlbänke erneuert. Die Portalrahmung und die beiden begleitenden Fenster sind hingegen noch original.
Im Erdgeschoss befindet sich ein spätbarocker Deckenspiegel und in mehreren Räumen sind Stuckdecken erhalten geblieben. Die Decken im Untergeschoss sind mit geometrischen Deckenspiegeln verziert, die eine Entstehung im Spätbarock vermuten lassen. Hingegen wurden die Decken im Obergeschoss mit aufwendigem Zierrat nach antikem Vorbild versehen, was auf eine Entstehung im Klassizismus hindeutet. Ähnliche Unterscheidungen sind bei den Türen und Vertäfelungen in den Fensternischen zu sehen. Des Weiteren wurde im Obergeschoss 1827 ein klassizistischer Festsaal mit ionischen Wandpilastern und reicher Kassettendecke eingerichtet.
Die gesamte Gutshofanlage wurde im barocken Stil errichtet. Die aus Backstein errichteten Wirtschaftsgebäude liegen sich bei der Toreinfahrt im nördlichen Teil der Anlage gegenüber. Die Torhäuser, ebenfalls aus Backstein erbaut, liegen dem Herrenhaus gegenüber. Der querrechteckige Hof wird von zwei gleichförmigen Stallungen und Wohnhäusern flankiert. Der Hof wurde bei einer Erneuerung der Feldsteinpflasterung und Bepflanzung in den Zustand von 1850 wiederhergestellt. Zur Anlage gehörte auch ein 1753 südlich des Herrenhauses errichteter Park im französischen Stil, der aber durch spätere Einbauten stark verändert wurde. Zu dem Park gehören der Pflaumenteich und der Waschteich.

## Lage
Das Herrenhaus befindet sich im Ortskern unter der Adresse Am Schloss 1, östlich der Dorfkirche Kläden und eines der Großsteingräber von Kläden. Nördlich wird die Anlage durch die Dorfstraße begrenzt und westlich sowie südlich durch die Parkstraße.